# Anatolij Małafiejeu
Anatolij Alaksandrawicz Małafiejeu (biał. Анатолій Аляксандравіч Малафееў; ros. Анатолий Александрович Малофеев; ur. 14 maja 1933 w Homlu, zm. 19 stycznia 2022) – białoruski działacz partyjny i państwowy, I sekretarz Komunistycznej Partii Białorusi (1990–1991), przewodniczący Izby Reprezentantów Zgromadzenia Narodowego Republiki Białorusi (1996–2000).

## Życiorys
W młodości pracował jako ślusarz. W 1967 ukończył studia w Białoruskim Instytucie Gospodarki Ludowej. W 1974 został (zaocznie) absolwentem Wyższej Szkoły Partyjnej przy KPZR. W 1954 wstąpił do KPZR. W 1970 został instruktorem wydziału przemysłu chemicznego i lekkiego KC KPB. Rok później objął stanowisko I sekretarza komitetu miejskiego KPB w Mozyrzu, a w 1975 I sekretarza komitetu obwodowego partii w Homlu. Później analogiczną funkcję pełnił w Mińsku. W 1978 został przewodniczącym Obwodowego Komitetu Wykonawczego w Homlu. W 1981 wszedł w skład KC KPB. W latach 1986–1991 był członkiem KC KPZR, zasiadał również w Biurze Politycznym (1990–1991). Od 1975 zasiadał w ławach Rady Najwyższej Białoruskiej SRR. W 1980 został członkiem jej Prezydium (do 1985). W 1984 uzyskał mandat deputowanego Rady Najwyższej ZSRR, w latach 1990-1991 był członkiem Prezydium Rady Najwyższej ZSRR. Od kwietnia 1990 był przewodniczącym Obwodowej Rady Deputowanych Ludowych w Mińsku.
W 1995 roku pełnił funkcję kierownika Głównego Urzędu ds. Państwowych Rezerw Materialnych przy Gabinecie Ministrów Republiki Białorusi – kierownika Działu Kadr i Prac Specjalnych. Był członkiem Partii Komunistów Białoruskiej.
W drugiej turze wyborów parlamentarnych 28 maja 1995 roku został wybrany na deputowanego do Rady Najwyższej Republiki Białorusi XIII kadencji z mozyrskiego-wschodniego okręgu wyborczego nr 104. 9 stycznia 1996 roku został zaprzysiężony na deputowanego. Od 23 stycznia pełnił w Radzie Najwyższej funkcję członka Stałej Komisji ds. Polityki Ekonomicznej i Reform. Należał do frakcji komunistów. 21 czerwca został członkiem delegacji Rady do Zgromadzenia Parlamentarnego Stowarzyszenia Białorusi i Rosji. Poparł dokonaną przez prezydenta Alaksandra Łukaszenkę kontrowersyjną i częściowo nieuznaną międzynarodowo zmianę konstytucji. 27 listopada 1996 roku przestał uczestniczyć w pracach Rady Najwyższej i wszedł w skład utworzonej przez prezydenta Izby Reprezentantów Zgromadzenia Narodowego Republiki Białorusi I kadencji. Zgodnie z Konstytucją Białorusi z 1994 roku jego mandat deputowanego do Rady Najwyższej formalnie zakończył się 9 stycznia 2001 roku; kolejne wybory do tego organu jednak nigdy się nie odbyły. Był deputowanym do Izby Reprezentantów w latach 1996–2004 i jej przewodniczącym w latach 1996–2000.
Jest honorowym obywatelem Homla.

## Życie prywatne
Anatolij Małafiejeu w 1995 roku mieszkał w Mińsku.